# Grande Prêmio da Hungria de 2001
Resultados do Grande Prêmio da Hungria de Fórmula 1 (oficialmente XVII Marlboro Magyar Nagydij) realizado em Hungaroring em 19 de agosto de 2001. Décima terceira etapa da temporada, foi vencido pelo alemão Michael Schumacher que subiu ao pódio junto a Rubens Barrichello numa dobradinha da Ferrari, com David Coulthard em terceiro pela McLaren-Mercedes.

## Resumo
- Michael Schumacher conquistou seu quarto título mundial igualando o numero de títulos de Alain Prost com quatro corridas de antecipação.

## Corrida
| Pos.   | Nº | Piloto                | Construtor       | Voltas | Tempo/Diferença | Grid | Pontos |
| ------ | -- | --------------------- | ---------------- | ------ | --------------- | ---- | ------ |
| 1      | 1  | Michael Schumacher    | Ferrari          | 77     | 1:41:49.675     | 1    | 10     |
| 2      | 2  | Rubens Barrichello    | Ferrari          | 77     | + 3.363         | 3    | 6      |
| 3      | 4  | David Coulthard       | McLaren-Mercedes | 77     | + 3.940         | 2    | 4      |
| 4      | 5  | Ralf Schumacher       | Williams-BMW     | 77     | + 49.687        | 4    | 3      |
| 5      | 3  | Mika Häkkinen         | McLaren-Mercedes | 77     | + 1:10.293      | 6    | 2      |
| 6      | 16 | Nick Heidfeld         | Sauber-Petronas  | 76     | + 1 volta       | 7    | 1      |
| 7      | 17 | Kimi Räikkönen        | Sauber-Petronas  | 76     | + 1 volta       | 9    |        |
| 8      | 6  | Juan Pablo Montoya    | Williams-BMW     | 76     | + 1 volta       | 8    |        |
| 9      | 10 | Jacques Villeneuve    | BAR-Honda        | 75     | + 2 voltas      | 10   |        |
| 10     | 12 | Jean Alesi            | Jordan-Honda     | 75     | + 2 voltas      | 12   |        |
| 11     | 19 | Pedro de La Rosa      | Jaguar-Cosworth  | 75     | + 2 voltas      | 13   |        |
| 12     | 14 | Jos Verstappen        | Arrows-Asiatech  | 74     | + 3 voltas      | 21   |        |
| 13     | 7  | Giancarlo Fisichella  | Benetton-Renault | 67     | Motor           | 15   |        |
| 14     | 22 | Heinz-Harald Frentzen | Prost-Acer       | 63     | Spun off        | 16   |        |
| 15     | 20 | Tarso Marques         | Minardi-European | 63     | Pressão do óleo | 22   |        |
| 16     | 9  | Olivier Panis         | BAR-Honda        | 58     | Pane elétrica   | 11   |        |
| 17     | 11 | Jarno Trulli          | Jordan-Honda     | 53     | Pane hidráulica | 5    |        |
| 18     | 21 | Fernando Alonso       | Minardi-European | 37     | Freios          | 18   |        |
| 19     | 8  | Jenson Button         | Benetton-Renault | 34     | Spun off        | 17   |        |
| 20     | 15 | Enrique Bernoldi      | Arrows-Asiatech  | 11     | Spun off        | 20   |        |
| 21     | 23 | Luciano Burti         | Prost-Acer       | 8      | Spun off        | 19   |        |
| Ret    | 18 | Eddie Irvine          | Jaguar-Cosworth  | 0      | Spun off        | 14   |        |
| Fonte: |    |                       |                  |        |                 |      |        |

## Tabela do campeonato após a corrida
| Pos.   | Piloto             | Pontos |
| ------ | ------------------ | ------ |
| 1      | Michael Schumacher | 94     |
| 2      | David Coulthard    | 51     |
| 3      | Rubens Barrichello | 46     |
| 4      | Ralf Schumacher    | 44     |
| 5      | Mika Häkkinen      | 21     |
| Fonte: |                    |        |

| Pos.   | Equipe           | Pontos |
| ------ | ---------------- | ------ |
| 1      | Ferrari          | 140    |
| 2      | McLaren-Mercedes | 72     |
| 3      | Williams-BMW     | 59     |
| 4      | Sauber-Petronas  | 20     |
| 5      | BAR-Honda        | 16     |
| Fonte: |                  |        |

- Nota: Somente as primeiras cinco posições estão listadas e os campeões da temporada surgem grafados em negrito.